# Бойтлер, Йоханнес
Йоханнес Бойтлер (нем. Johannes Beutler, 3 октября 1933, Гамбург, Германия — 6 ноября 2024, Берлин) — немецкий теолог и католический священник. Специализировался на Евангелии от Иоанна, он преподавал в Высшей школе философии и теологии Санкт-Георгена и Папском Григорианском университете, а также был членом Папского библейского института. 

## Биография
Бойтлер родился в Гамбурге 3 октября 1933 года, он был третьим из четырёх детей в семье учителей. Получив аттестат зрелости в 1952 году, он стал кандидатом на сан священника в епархии Оснабрюка и изучал философию в Высшей школе философии и теологии Санкт-Георгена во Франкфурте. В 1954 году он вступил в Общество Иисуса в качестве послушника в Эрингерфельде близ Падерборна. С 1956 по 1958 год он продолжал изучение философии в колледже Берхмана в Пуллахе, а затем в течение двух лет работал преподавателем в колледже Алоизиуса в Бад-Годесберге. Затем с 1960 по 1964 год он изучал теологию во Франкфурте, где в 1963 году был рукоположен в сан священника во Франкфуртском соборе епископом Кемпфом. Он получил иезуитское образование в Веплоне, Бельгия, и завершил своё обучение в Риме с 1965 по 1971 год, получив докторскую степень во Франкфурте в 1972 году.
Бойтлер преподавал богословие в Санкт-Георгене, уделяя особое внимание теологии Нового Завета и фундаментальной теологии. В 1974 году он был назначен профессором Нового Завета. Он дважды занимал пост ректора института: с 1978 по 1982 год и с 1992 по 1996 год. Он также был приглашённым преподавателем, в том числе в Боливии, Колумбии, Мексике и Нигерии.
Бойтлер был членом Папской библейской комиссии в Риме с 1993 по 2001 год. В 1998 году он был назначен проректором Папского Григорианского университета в Риме, а с 2001 по 2007 год преподавал в Папском Библейском институте. Он специализировался на Евангелии от Иоанна и посланиях Иоанна.
В качестве почётного священника Бойтлер вернулся во Франкфурт, где сосредоточился на писательской и пастырской работе. Он был капелланом молодёжной организации Jugendbund Neudeutschland и подписал меморандум "Церковь 2011: необходимость прорыва". Его знание нескольких языков помогло ему служить в иноязычных общинах во Франкфурте. Он также был священником для заключённых в Opus Spiritus Sanci в Кёнигштайне-Маммолсхайне и во внутреннем иезуитском образовании. В 2023 году он переехал в Peter-Faber-Haus в Берлин-Кладове.
Бойтлер умер там 6 ноября 2024 года в возрасте 91 года.

## Публикации
Диссертация
- Beutler, Johannes. Martyria: traditionsgeschichtliche Untersuchungen zum Zeugnisthema bei Johannes. — J. Knecht, 1972. — ISBN 978-3-7820-0253-0.

На немецком языке
- Beutler, Johannes. Regensburger Neues Testament. 16: Die Johannesbriefe / übers. und erkl. von Johannes Beutler :  [нем.]. — Pustet, 2000. — ISBN 978-3-7917-1657-2.
- Beutler, Johannes. SBAB NT 75 Leben in Fülle :  [нем.]. — Kbw Bibelwerk, 2023. — ISBN 978-3-460-06751-6.

На французском языке
- Beutler, Johannes. L'Évangile de Jean: commentaire :  [фр.] / Johannes Beutler, Xavier Morales, Jean-Louis Schlegel. — Éditions jésuites, 2023. — ISBN 978-2-494374-11-9.

На английском языке
- Beutler, Johannes. A Commentary on the Gospel of John. — Wm. B. Eerdmans Publishing, 2017. — ISBN 978-0-8028-7336-1.[8][12]
- Beutler, Johannes. Letters of John. Translated and Interpreted. — Gregorian & Biblical press, 2023. — ISBN 979-12-5986-026-2.